# Enrique Mosconi
Enrique Mosconi, argentinski vojaški inženir, geodet in raziskovalec, * 21. februar 1877, † 4. junij 1940.
Najbolj je znan po iskanju naftnih polij v Argentini. 26. februarja 1888 je ustanovil mesto Villa Gobernador Galvez. 

## Življenjepis
26. maja 1891 je vstopil v vojaško akademijo, kjer je 20. novembra 1894 diplomiral kot pehotni podporočnik. Dodeljen je bil 7. pehotnemu polku, kjer je pričel pisati Priročnik za kampanjsko pehoto. Leta 1896 je bil poslan v Buenos Aires, kjer je pričel usposabljanje za vojaškega inženirja; čez tri leta (1899) je bil poslan v Ande, kjer je deloval kot topograf in geodet. 
Leta 1901 je doktoriral še na Fakulteti za fizikalne in naravne znanosti Univerze Buenos Airesa z doktorsko nalogo o jezu na jezeru Nahuel Huapi. Čez dve leti (1903) je bil premeščen k inženirstvu Argentinske kopenske vojske. V letih 1906-08 je bil na študijskemu potovanju po Evropi (Italija, Belgija in Nemčija), kjer je študiral hidro- in plinske elektrarne. Štiri leta je nato preživel v sestavi 10. zahodnopfalškega bataljona, medtem ko je opravil še podiplomski študij na Artilerijski in inženirski višji tehniški šoli v Charlottenburgu. 
Leta 1909 se je vrnil v Argentino, kjer je postal poveljnik 2. inženirskega bataljona; na tem položaju je ostal le nekaj mesecev, saj so ga ponovno poslali nazaj v Evropo z nalogo pridobitve materiala za inženirstvo. Hkrati pa je nadaljeval študij telegrafije in železništva v Nemčiji, Franciji in Avstro-Ogrski. Decembra 1914 se je vrnil v Argentino in postal poveljnik Inženirskega polka; na tem položaju je ostal do leta 1915, ko je bil imenovan za poveljnika arzenala Esteban de Luca. V letih 1920−22 je bil načelnik aeronavtičnega oddelka Argentinske kopenske vojske. 
16. oktobra 1922 je postal generalni direktor Fiskalnih petrolejskih rezerv; na tem položaju je ostal devet let, v katerih si je prizadeval za izboljšanje raziskav in razširitev črpanja petroleja. 
Po njem so poimenovali mesto General Enrique Mosconi in bližnje letališče v Tartagalu ter soseščino General Mosconi v mestu Comodoro Rivadavia. Leta 1983 so ustanovili Argentinski energetski inštitut General Mosconi, ki je neprofitna organizacija, ki si prizadeva za racionalno raziskovanje virov energije in razvoja povezanih aktivnosti za dobre interese prebivalstva.